# Irene Weiss
Irene Fogel Weiss (geb. Perl Ruchel Fogel; * 21. November 1930 in Bótrágy, Tschechoslowakei, heute Batrad, Ukraine) ist eine tschechoslowakisch-US-amerikanische Holocaustüberlebende.

## Leben
Irene Fogel Weiss wurde als Perl Ruchel Fogel am 21. November 1930 in Bótrágy im Osten der Tschechoslowakischen Republik (heute Batrad, Ukraine) als Tochter von Meyer und Leah Fogel geboren. Ihr Vater betrieb einen Holzhandel, ihre Mutter war Hausfrau und kümmerte sich um sie und ihre fünf Geschwister Serena, Mosche, Edit, Reuven und Gershon. Die ersten Jahre ihres Lebens verbrachte Irene Weiss glücklich mit ihrer Familie in der Tschechoslowakei. 
Als der NS-Staat 1939 die Tschechoslowakei eroberte, kam Bótrágy unter ungarische Herrschaft. Immer neue Judengesetze nahmen ihnen zunehmend ihre Rechte. Sie wurden vom gesellschaftlichen Leben und allen öffentlichen Einrichtungen ausgeschlossen. Auch zur Zwangsarbeit wurde ausgerufen, was 1942 ihren Vater traf. Dieser kehrte sechs Monate später jedoch zurück. Im April 1944 trieben die ungarischen Behörden Zehntausende von ungarischen Juden zusammen, darunter auch die Fogels, und drängten sie in ein Ghetto in Mukatschewo. Über einen Zeitraum von zwei Monaten, beginnend im Mai 1944, wurden fast 425.000 Juden aus Ungarn nach Auschwitz-Birkenau deportiert, darunter auch Irene und ihre Familie. Sie selbst war 13 Jahre alt. Bei Ankunft im Lager wurden ihre Mutter, ihre drei jüngeren Geschwister und ihr älterer Bruder getötet. Die SS-Behörden wählten Irene und ihre Schwester Serena zur Zwangsarbeit aus, während ihr Vater im Sonderkommando arbeiten musste, um Leichen aus den Gaskammern zu holen und sie zu verbrennen. Das SS-Lagerpersonal tötete in regelmäßigen Abständen die Mitglieder des Sonderkommandos und ersetzte sie durch Personen aus neu ankommenden Transporten. Noch im Lager erfuhr Irenes Tante durch einen Jungen aus ihrem Heimatort, dass Meyer, als er diese Arbeit nicht mehr ausführen konnte, von der SS erschossen wurde. Irene, Serena und zwei Tanten mütterlicherseits, Rose und Piri Mermelstein, arbeiteten im Kanada-Bereich des KZs Auschwitz-Birkenau acht Monate lang, bis sie im Januar 1945 von der SS zu Fuß in das KZ Ravensbrück zwangsevakuiert wurden. Drei Wochen später transportierte die SS sie nach Neustadt-Glewe, ein Außenlager von Ravensbrück, östlich von Hamburg. Dort erkrankte Piri und wurde getötet. Als sich die sowjetischen Truppen näherten, floh das SS-Personal und ließ das Lager unbewacht, während die Häftlinge das Lager nach und nach verließen. 
Irene, Serena und Rose fanden vorübergehend Unterschlupf in einem leeren Haus in einer nahe gelegenen Stadt. Bald darauf machten sich die drei Frauen auf den Weg nach Prag, um nach Verwandten oder anderen Überlebenden zu suchen. In Prag fanden sie einen Onkel, Joseph Mermelstein, der 1938 aus seiner Heimatstadt nach Palästina ausgewandert war und als Soldat in der tschechischen Legion der britischen Armee zurückkehrte. Ein paar Tanten und Onkel überlebten, aber Irene und Serena waren die einzigen überlebenden Kinder der Familie. Irene, Serena und Rose lebten zusammen mit ihren überlebenden Verwandten in Teplice-Šanov im Sudetenland. Irene besuchte eine tschechische Schule, Serena arbeitete in einer Fabrik und Rose blieb zu Hause, da sie an Tuberkulose erkrankt war. 1947 wanderte Irene Weiss in die Vereinigten Staaten aus, wo sie 1949 Martin Weiss heiratete. 1953 zog das Paar nach Virginia. 
Später erwarb sie einen Bachelor an der American University und unterrichtete 13 Jahre lang im Fairfax County Public School System in Virginia. Irene und Martin haben drei Kinder. Sie ist ehrenamtliche Mitarbeiterin im United States Holocaust Memorial Museum.

## Weblink
- Irene Weiss: The Soul Never Forgets, Interview mit Irene Weiss